# Michael O’Neill (Schauspieler)

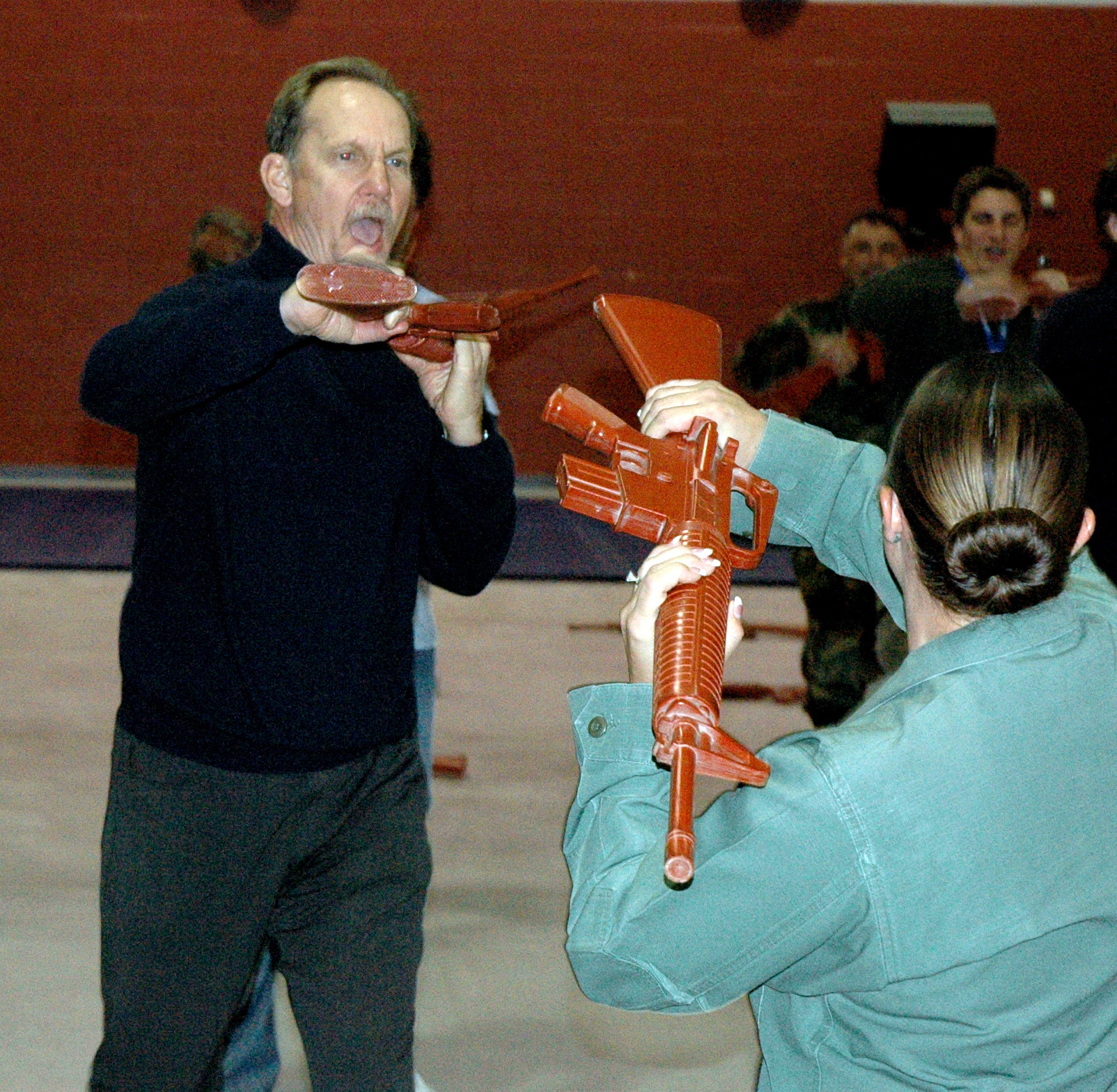
Michael O’Neill, 2006

Michael O’Neill (* 29. Mai 1951 in Montgomery, Alabama) ist ein US-amerikanischer Schauspieler.

## Leben
Michael O’Neill hat einen Abschluss in Ökonomie, den er 1974 an der Auburn University erlangte. Er lebt seit 2011 wieder in Birmingham (Alabama), wo er auch seine Kindheit erlebte. Sein alternativer Wohnort ist Marina del Rey. Er hat drei Töchter, seine Frau Mary O’Keefe ist Anwältin.
Seit 1981 war er in mehr als 120 Film- und Fernsehproduktionen zu sehen. Er wird häufig als Polizist oder Militär in höheren Dienstgraden besetzt. O’Neill spielte u. a. in den Fernsehserien The West Wing – Im Zentrum der Macht, 24, Grey’s Anatomy mit und ist auch in Kinofilmen wie Dreamcatcher oder Dallas Buyers Club zu sehen.

## Filmografie (Auswahl)
- 1981: Quincy (Quincy M.E., Fernsehserie, Folge 7x04)
- 1981: Zurück bleibt die Angst (Ghost Story)
- 1989: Sea of Love – Melodie des Todes (Sea of Love)
- 1989: An Unremarkable Life
- 1992: Betty Lou – Der ganz normale Wahnsinn (The Gun in Betty Lou's Handbag)
- 1992: Jennifer 8 (Jennifer Eight)
- 1992: Lorenzos Öl (Lorenzo’s Oil)
- 1993: Farben des Todes (For Their Own Good, Fernsehfilm)
- 1993: Victim of Love: The Shannon Mohr Story (Fernsehfilm)
- 1994: Blind Justice (Fernsehfilm)
- 1994: Von Eifersucht besessen (Beyond Betrayal, Fernsehfilm)
- 1994–1995: Zeit der Sehnsucht (Days of Our Lives, Fernsehserie, 5 Folgen)
- 1995: Die Erinnerung bringt den Tod (Awake to Danger, Fernsehfilm)
- 1995: Durchgeknallt und auf der Flucht (Bushwhacked)
- 1996: The Sunchaser (Sunchaser)
- 1996: Marilyn – Ihr Leben (Norma Jean & Marilyn, Fernsehfilm)
- 1998: Host (Fernsehfilm)
- 1998: Dancer, Texas
- 1998: Akte X – Die unheimlichen Fälle des FBI (The X-Files, Fernsehserie, Folge 6x02)
- 1999: Mod Squad – Cops auf Zeit (The Mod Squad)
- 1999: Kommandounternehmen ATF-One (ATF, Fernsehfilm)
- 1999–2006: The West Wing – Im Zentrum der Macht (The West Wing, Fernsehserie, 16 Folgen)
- 2000: Die Legende von Bagger Vance (The Legend of Bagger Vance)
- 2000: Traffic – Macht des Kartells (Traffic)
- 2001: 24 (Fernsehserie, 2 Folgen)
- 2001–2002: Boston Public (Fernsehserie, 4 Folgen)
- 2002: Ally McBeal (Fernsehserie, Folge 5x21)
- 2002: Without a Trace – Spurlos verschwunden (Without a Trace, Fernsehserie, Folge 1x06)
- 2002: The Board Room
- 2003: Dreamcatcher
- 2003: Seabiscuit – Mit dem Willen zum Erfolg (Seabiscuit)
- 2003: Löwen aus zweiter Hand (Secondhand Lions)
- 2004: American Crime
- 2004: Plainsong (Fernsehfilm)
- 2004: Für alle Fälle Amy (Judging Amy, Fernsehserie, Folge 5x22)
- 2004: Spurensuche – Umwege zur Wahrheit (Around the Bend)
- 2005: Boston Legal (Fernsehserie, Folge 1x13)
- 2005: Cold Case – Kein Opfer ist je vergessen (Cold Case, Fernsehserie, Folge 2x14)
- 2005: Emergency Room – Die Notaufnahme (ER, Fernsehserie, Folge 11x16)
- 2005: Welcome, Mrs. President (Commander in Chief, Fernsehserie, 2 Folgen)
- 2006–2007: The Unit – Eine Frage der Ehre (The Unit, Fernsehserie, 6 Folgen)
- 2006–2007: The Nine – Die Geiseln (The Nine, Fernsehserie, 3 Folgen)
- 2007: Transformers
- 2007: Criminal Minds (Fernsehserie, Folge 3x06)
- 2008: Nichts als die Wahrheit (Nothing But the Truth)
- 2008: A Quiet Little Marriage
- 2008: Prison Break (Fernsehserie, 3 Folgen)
- 2009: Ghost Whisperer – Stimmen aus dem Jenseits (Ghost Whisperer, Fernsehserie, Folge 4x16)
- 2009: Sons of Anarchy (Fernsehserie, Folge 2x09)
- 2010: Flying Lessons
- 2010: Green Zone
- 2010: Grey’s Anatomy (Fernsehserie, 4 Folgen)
- 2010–2012: Navy CIS (NCIS, Fernsehserie, 3 Folgen)
- 2011: J. Edgar
- 2012: Vegas (Fernsehserie, 4 Folgen)
- 2012–2013: Dr. Dani Santino – Spiel des Lebens (Necessary Roughness, Fernsehserie, 5 Folgen)
- 2013: Dallas Buyers Club
- 2013–2016: Rectify (Fernsehserie, 15 Folgen)
- 2014: The Grim Sleeper
- 2014: Bates Motel (Fernsehserie, 8 Folgen)
- 2014: Extant (Fernsehserie, 13 Folgen)
- 2016: 11.22.63 – Der Anschlag (11.22.63, Miniserie, 1 Folge)
- 2018: Scandal (Fernsehserie, 5 Folgen)
- 2018: Shooter (Fernsehserie, 3 Folgen)
- 2018: Danger One
- 2018: Was Gott zusammenfügt (Indivisible)
- 2018: The Romanoffs (Fernsehserie, Folge 1x04)
- 2019: Clemency
- 2019: Tom Clancy’s Jack Ryan (Fernsehserie, 5 Folgen)
- 2020: Messiah (Fernsehserie, 5 Folgen)
- 2020: The Stand at Paxton County
- 2020: Council of Dads (Fernsehserie, 10 Folgen)
- 2023: Air: Der große Wurf (Air)
- 2025: Bride Hard
- 2025: Krieg der Welten (War of the Worlds)